# Hessische Landesregierung

Logo der hessischen Landesregierung

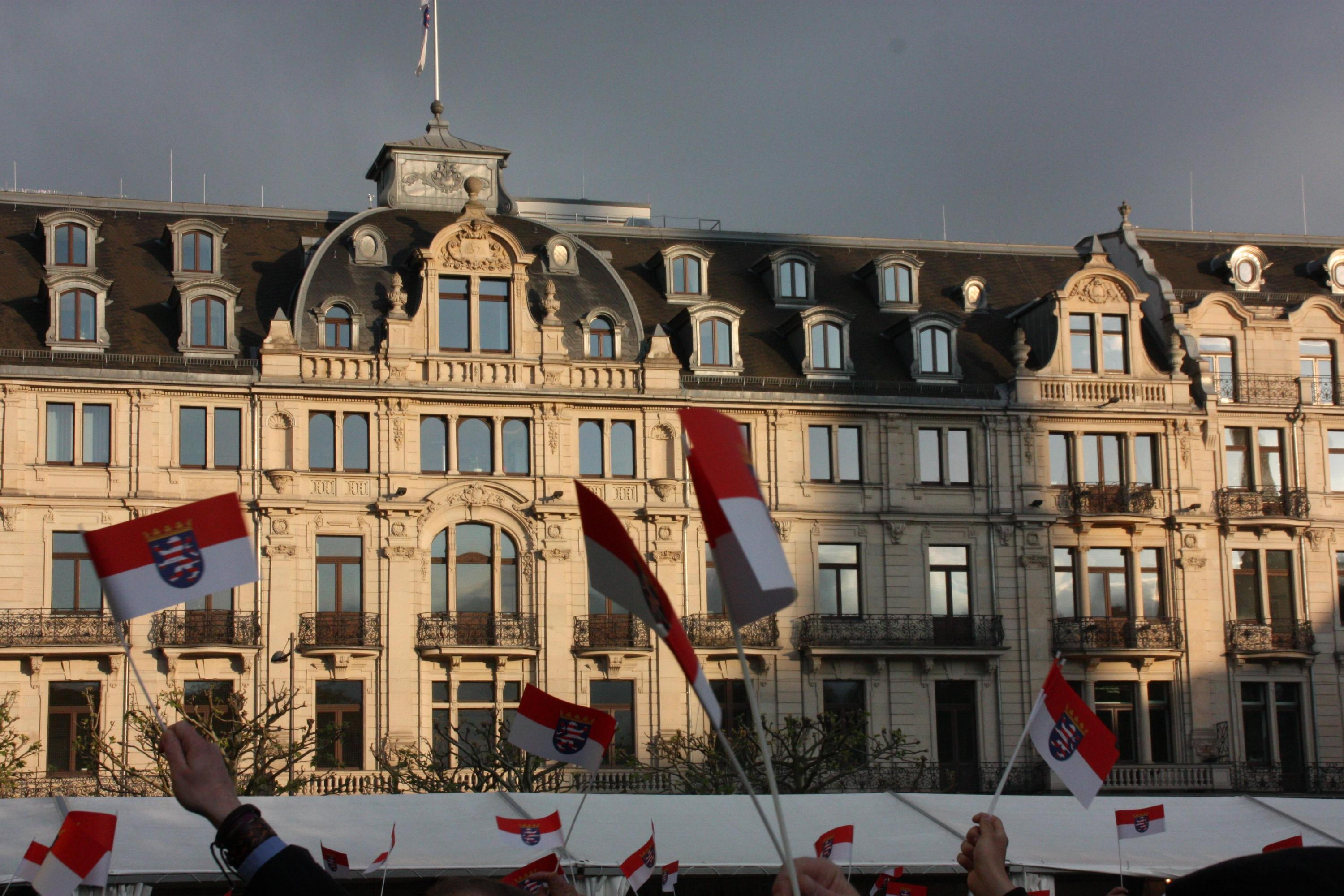
Hessische Staatskanzlei in Wiesbaden, Sitz der Landesregierung

Die Hessische Landesregierung ist die Regierung des Landes Hessen. 
Nach Artikel 101 der Verfassung des Landes Hessen (HV) wird der Ministerpräsident vom Hessischen Landtag gewählt. Die übrigen Mitglieder der Landesregierung, die Minister, werden vom Ministerpräsidenten ernannt. Sie benötigen das besondere Vertrauen des Landtages, das ihnen durch Beschluss ausgesprochen wird (Art. 101 IV HV). Nach Artikel 111 leistet der Ministerpräsident seinen Amtseid vor dem Landtag, die Minister vor dem Ministerpräsidenten in Gegenwart des Landtags. Die Rechtsverhältnisse der Regierungsangehörigen sind im Gesetz über die Bezüge der Mitglieder der Landesregierung vom 27. Juli 1993 geregelt.
Amtssitz des Ministerpräsidenten und Sitzungsort der Landesregierung ist die Hessische Staatskanzlei, die seit 2004 im ehemaligen Hotel Rose am Kranzplatz in Wiesbaden residiert. Zuvor hatte die Staatskanzlei ihren Sitz in einer Villa in der Bierstadter Straße unweit des Warmen Damms und der Wilhelmstraße. Vor dem Zweiten Weltkrieg hatte die Landesregierung des damaligen, nur Teile des heutigen Landes umfassenden Volksstaates Hessen ihren Sitz in Darmstadt.

## Geschäftsverteilung der Landesregierung
Die derzeitige, von CDU und SPD gebildete Landesregierung (Kabinett Rhein II) ist seit dem 18. Januar 2024 im Amt. Ministerpräsident ist Boris Rhein, zu den sonstigen Regierungsmitgliedern siehe den Artikel Kabinett Rhein II. Regierungssprecher ist Staatssekretär Tobias Rösmann. 
Folgende Oberste Landesbehörden gehören derzeit zur Landesregierung:
- Hessische Staatskanzlei
- Hessisches Ministerium für Wirtschaft, Energie, Verkehr, Wohnen und ländlichen Raum
- Hessisches Ministerium des Innern, für Sicherheit und Heimatschutz
- Hessisches Ministerium der Finanzen
- Hessisches Ministerium der Justiz und für den Rechtsstaat
- Hessisches Ministerium für Kultus, Bildung und Chancen
- Hessisches Ministerium für Wissenschaft und Forschung, Kunst und Kultur
- Hessisches Ministerium für Arbeit, Integration, Jugend und Soziales
- Hessisches Ministerium für Landwirtschaft und Umwelt, Weinbau, Forsten, Jagd und Heimat
- Hessisches Ministerium für Digitalisierung und Innovation
- Hessisches Ministerium für Familie, Senioren, Sport, Gesundheit und Pflege

## Bisherige Hessische Landesregierungen

### Hessische Landesregierungen bis 1918
Vor der Novemberrevolution 1918 war der Großherzog das hessische Staatsoberhaupt. Er ernannte nach der Verfassung von 1820 die Mitglieder der Staatsregierung und legte den aus zwei Kammern (von denen nur die Mitglieder der zweiten gewählt waren) bestehenden Landständen die Gesetzentwürfe vor. Der Staatsregierung („Gesamt-Ministerium“) stand ein Präsident vor, jedoch nur als Regierungschef, nicht als Staatsoberhaupt.
| Amtsinhaber                           | Amtszeit  | Anmerkungen                                                                                                |
| ------------------------------------- | --------- | --- |
| Karl von Grolman                      | 1821–1829 | |
| Karl du Thil                          | 1829–1848 | |
| Heinrich von Gagern                   | 1848      | Während der Märzrevolution für drei Monate Ministerpräsident, Mitglied der Frankfurter Nationalversammlung |
| Carl Wilhelm Zimmermann               | 1848      | Im Sommer 1848 für wenige Wochen im Amt                                                                    |
| Heinrich Karl Jaup                    | 1848–1850 | Mitglied des Siebzehnerausschusses und der Frankfurter Nationalversammlung                                 |
| Reinhard Carl Friedrich von Dalwigk   | 1852–1871 | Unter Großherzog Ludwig III., 1871 auf Druck Preußens entlassen                                            |
| Friedrich von Lindelof                | 1871–1872 | Unter Großherzog Ludwig III.                                                                               |
| Karl Wilhelm Hofmann                  | 1872–1876 | Unter Großherzog Ludwig III.                                                                               |
| Philipp Freiherr Rinck gen. v. Starck | 1876–1879 | Unter Großherzog Ludwig III., nach dessen Tod 1877 unter Großherzog Ludwig IV.                             |
| Jakob Finger                          | 1884–1898 | Unter Großherzog Ludwig IV., nach dessen Tod 1892 unter Großherzog Ernst Ludwig                            |
| Carl Rothe                            | 1898–1906 | Unter Großherzog Ernst Ludwig                                                                              |
| Christian Wilhelm Carl Ewald          | 1906–1918 | Unter Großherzog Ernst Ludwig, bis zur Novemberrevolution                                                  |

Bis 1866 existierten außer dem Großherzogtum noch zwei weitere hessische Staaten, das Kurfürstentum Hessen-Kassel und die Landgrafschaft Hessen-Homburg. Der westliche Teil des heutigen Hessen war Teil des Herzogtums Nassau.

### Landesregierungen des Volksstaats Hessen
In der Zeit des Volksstaates Hessen zwischen 1919 und 1945 trug der Hessische Ministerpräsident gemäß Artikel 37 der Hessischen Verfassung die Amtsbezeichnung Staatspräsident, das Kabinett die Bezeichnung „Gesamtministerium“. Wie heute wurde die Regierung vom Hessischen Landtag gewählt.
Nach der Machtergreifung des NS-Regimes wurden die Landesregierungen weitgehend entmachtet. 
Am 31. März 1933 trat das erste Gleichschaltungsgesetz in Kraft. Die regionalen Gliederungen der NSDAP („Reichsgaue“) gewannen an Bedeutung.
Die Liste der Ministerpräsidenten des Volksstaats Hessen verzeichnet die Regierungschefs des Volksstaats Hessen (1918–1934).
| Staatspräsident              | Kabinett   | Beteiligte Parteien | Amtszeit  | Anmerkungen                                                   |
| ---------------------------- | ---------- | ------------------- | --------- | ------------------------------------------------------------- |
| Carl Ulrich (SPD)            | Ulrich I   | SPD, DDP, Zentrum   | 1919      |                                                               |
| Carl Ulrich (SPD)            | Ulrich II  | SPD, DDP, Zentrum   | 1919–1927 | Staatspräsident ab 1920                                       |
| Carl Ulrich (SPD)            | Ulrich III | SPD, DDP, Zentrum   | 1927–1928 |                                                               |
| Bernhard Adelung (SPD)       | Adelung    | SPD, DDP, Zentrum   | 1928–1933 | Staatspräsident                                               |
| Ferdinand Werner (NSDAP)     | Werner     | NSDAP               | 1933      | Gewählter Staatspräsident, dann ernannter Ministerpräsident   |
| Philipp Wilhelm Jung (NSDAP) | Jung       | NSDAP               | 1933–1935 | Ministerpräsident                                             |
| Jakob Sprenger (NSDAP)       | Sprenger   | NSDAP               | 1935–1945 | Als Reichsstatthalter gleichzeitig Führer der Landesregierung |

### Hessische Landesregierungen seit 1945
Seit der Gründung des heutigen Bundeslandes Hessen waren sieben Parteien an Hessischen Landesregierungen beteiligt. Von 1946 bis 1987 sowie 1991–1999 führte die SPD die jeweiligen Landesregierungen, 1987–91 und seit 1999 die CDU. Seit 1945 bekleideten neun Politiker das Amt des Hessischen Ministerpräsidenten, davon gehörten fünf der SPD und vier der CDU an, einer war parteilos. Georg-August Zinn (SPD) war 19 Jahre lang Ministerpräsident und ist damit der Amtsinhaber mit der bisher längsten Dienstzeit.
Die beiden ersten Ministerpräsidenten nach Kriegsende, Ludwig Bergsträsser (SPD) und Karl Geiler (parteilos), waren nicht gewählt, sondern von der amerikanischen Besatzungsmacht eingesetzt worden. Die erste Landtagswahl nach dem Krieg fand am 1. Dezember 1946 statt.
| #  | Bild | Ministerpräsident             | Amtszeit                              | Partei | Partei    | Wahlen              | Kabinett                               |
| -- | ---- | ----------------------------- | ------------------------------------- | ------ | --------- | ------------------- | -------------------------------------- |
| 1  |      | Karl Geiler (1878–1953)       | 16. Oktober 1945 – 30. November 1946  |        | parteilos | 1946 (Juni)         | Geiler                                 |
| 2  |      | Christian Stock (1884–1967)   | 20. Dezember 1946 – 14. Dezember 1950 |        | SPD       | 1946 (Dez.) 1950    | Stock                                  |
| 3  |      | Georg-August Zinn (1901–1976) | 14. Dezember 1950 – 3. Oktober 1969   |        | SPD       | 1954 1958 1962 1966 | Zinn I Zinn II Zinn III Zinn IV Zinn V |
| 4  |      | Albert Osswald (1919–1996)    | 3. Oktober 1969 – 3. Oktober 1976     |        | SPD       | 1970 1974           | Osswald I Osswald II Osswald III       |
| 5  |      | Holger Börner (1931–2006)     | 12. Oktober 1976 – 24. April 1987     |        | SPD       | 1978 1983           | Börner I Börner II Börner III          |
| 6  |      | Walter Wallmann (1932–2013)   | 24. April 1987 – 5. April 1991        |        | CDU       | 1987                | Wallmann                               |
| 7  |      | Hans Eichel (* 1941)          | 5. April 1991 – 7. April 1999         |        | SPD       | 1991 1995           | Eichel I Eichel II                     |
| 8  |      | Roland Koch (* 1958)          | 7. April 1999 – 31. August 2010       |        | CDU       | 1999 2003 2009      | Koch I Koch II Koch III                |
| 9  |      | Volker Bouffier (* 1951)      | 31. August 2010 – 31. Mai 2022        |        | CDU       | 2013 2018           | Bouffier I Bouffier II Bouffier III    |
| 10 |      | Boris Rhein (* 1972)          | 31. Mai 2022 –                        |        | CDU       | 2023                | Rhein I Rhein II                       |

### Listen der Minister
Die folgenden Listen führen die für einzelne Fachbereiche zuständigen Minister seit 1945 auf:
- Liste der Minister für Arbeit und Soziales
- Liste der Minister für Finanz
- Liste der Minister für Inneres
- Liste der Minister für Justiz
- Liste der Minister für Kultus
- Liste der Minister für Landwirtschaft
- Liste der Minister für Umwelt
- Liste der Minister für Wirtschaft
- Liste der Minister für Wissenschaft